# Straßenbahn Footscray
Die Straßenbahn Footscray verkehrt seit dem 6. September 1921 in der Industrie- und Hafenstadt Maribyrnong City fünf Kilometer westlich von Melbourne und ist betrieblich mit dessen Straßenbahnnetz verbunden. Bis zur Privatisierung waren die Melbourne and Metropolitan Tramways Board und ihr Nachfolger Metropolitan Transit Authority Gesellschafter. Aktuell ist für den Betrieb Yarra Trams zuständig.
Die einzige Straßenbahnlinie 82 fährt innerhalb der Tarifzone 1. Die insgesamt 9,2 Kilometer lange Strecke zwischen dem Bahnhof Footscray und der nördlichen Endhaltestelle Moonee Ponds Junction wird mit Z3-Class Straßenbahnen des Essendon Straßenbahndepots betrieben. Wegen kurzer Wendegleise kommt nur der Einsatz dieser Wagen in Frage. Im Bereich von Maribyrnong teilt die Linie 82 sich die Strecke mit der Linie 57.

## Geschichte

### Vorgeschichte
Erste Überlegungen für eine Straßenbahnlinie in Footscray wurden bereits 1885 durch Charles Lovett getroffen, der als Künstler lokale Bekanntheit erzielt hatte. Sein Vorschlag plädierte für eine Kabelstraßenbahn, die nach dem System von in Melbourne verkehrenden Linien erbaut und betrieben werden sollte. Dies konnte jedoch nicht in die Tat umgesetzt worden, da sich ein solches Projekt für eine kleine Stadt wie Footscray als unrentabel erwies. Ausschlaggebend war auch die Tatsache, dass sich mangels öffentlichen Interesses kein geeigneter Investor für die Straßenbahn finden ließ. Daher gerieten die ersten Pläne zunächst in Vergessenheit.
Dies änderte sich jedoch mit dem Aufkommen der elektrischen Straßenbahn in Melbourne. Durch die neuen technischen Möglichkeiten wurde nach Beginn des zwanzigsten Jahrhunderts das öffentliche Interesse an der Errichtung einer Straßenbahn geweckt. Verschiedene Interessensgruppen erarbeiteten bis zum Jahr 1914 erste detaillierte Pläne, um mögliche Kosten und Nutzen zu untersuchen. Einige Gruppen bevorzugten, das Straßenbahnnetz an dasjenige der Stadt Essendon im Nordosten anzuschließen, während sich andere für eine lokale Straßenbahn in den Bereichen westlich und südlich des Bahnhofs einsetzten. Als größeres Problem stellte sich jedoch heraus, die Behörden zu überzeugen, da diese einen Omnibusbetrieb bevorzugten, welcher kaum Investitionen gefordert hätte. Weiteren Aufschub leistete ein einwöchiger Testbetrieb mit Omnibussen, die aber bei der Bevölkerung keinen Anklang fanden.

### Erste Planungen
In der Bevölkerung bestand die Befürchtung, dass die öffentliche Hand langfristig keinen öffentlichen Verkehr subventionieren würde, wenn nicht vorher Investitionen getätigt worden wären. Um eine größere Vereinigung bilden zu können, fusionierten die einzelnen Gruppen von Befürwortern der Straßenbahn zur Footscray & District Tramways League. Der Druck der Öffentlichkeit zahlte sich 1915 aus, als das Stadtrat die Ausarbeitung von Studien für ein Straßenbahnnetz genehmigte. Als erster Investor stellte die North Melbourne Electric Tramways & Lighting Company eine Strecke mit einer neuen Brücke über den Maribyrnong River vor, welche Unterstützung durch die Royal Agricultural Society erhielt. Die Behörden lehnten jedoch den Vorstoß ab unter der Begründung, keine hohen Summen für den Bau einer neuen Brücke aufwenden zu wollen, deren zuführende Trasse durch noch unbebautes Land führen würde. Die Strecke, die von dieser neuen Brücke aus weiter nach Essendon geführt worden wäre, wurde insgesamt als nur für jene Gemeinde vorteilhaft abgelehnt. Dennoch wurde das Ingenieurbüro, welches für die Planung einer Brücke für den Straßenverkehr nach Essendon zuständig war, beauftragt, Bauvorleistungen für einen nachträglichen Einbau von Straßenbahngleisen einzuplanen.
| Linie | Linienweg |
| ----- | --- |
| 1     | Footscray, Bahnhof – Irving Street – Hopkins Street – Barkly Street – Tottenham, Ashley Street                                                                              |
| 2     | Footscray, Bahnhof – Irving Street – Hopkins Street – Droop Street – Ballarat Road – Maidstone, Rosamond Road                                                               |
| 3     | Footscray, Bahnhof – Irving Street – Nicholson Street – Buckley Street – Victoria Street – Charles Street – Gamon Street – Sommerville Road – Kingsville, Williamstown Road |
| 4     | Footscray, Irving Street – Nicholson Street – Footscray Park – Maribyrnong River Bridge – Langs Road – Ascot Vale, Epsom Road (Bahnhof der NMETL)                           |
| 5     | Footscray, Hopkins Street – Nicholson Street – Yarraville, Francis Street                                                                                                   |

Am 13. August 1915 informierte sich Alexander Peacock, der damalige Premierminister von Victoria, vor Ort über die Planungen für das lokale Straßenbahnnetz. Er besuchte die geplanten Streckenverläufe, und auch von der geplanten Strecke nach Essendon wurde ihm berichtet, wodurch er sehr beeindruckt gewesen sein soll. Laut seiner Aussage sei die Entscheidung zum Projekt sehr fortschrittlich für die sich entwickelnde Stadt. Zudem lobte er, dass die Straßenbahn als Zubringer für die Eisenbahn konzipiert sei und nicht durch eine parallele Streckenführung mit dieser in Konkurrenz stünde, wie es bei anderen Projekten vorkomme. Aus diesem Grund falle auch die offizielle Genehmigung für die Straßenbahn leichter, da keine Einsprüche von Vertretern der Eisenbahn eingegangen wären. Auch der Verantwortliche Mr. E. C. Ward, welcher zum Besuch eingeladen hatte, argumentierte für die Straßenbahn, dass der prognostizierte jährliche Verlust des Betriebs von 231 £ um Weiten durch die steigenden Steuereinnahmen aus der resultierenden Stadtentwicklung gedeckt werden könnten.

### Politische Entscheidungen
Am 26. August reichte der Stadtrat eine Anfrage auf die Genehmigung der Straßenbahn sowie der Kreditaufnahme zur Deckung der Baukosten in Höhe von 150.000 £ beim Parlament ein. Am 13. Dezember teilte die Eisenbahnkommission mit, dass keine Bedenken gegenüber dem Projekt vorlägen. Dem schloss sich auch der Minister für öffentliche Bauarbeiten an. Jedoch stand dies unter der Bedingung, dass die Stadt die Baukosten von 798 £ für die Querung der Bendigo-Linie und Williamstown-Line der Eisenbahn sowie die Hälfte der Betriebskosten der Bahnübergänge von jährlich £ 64 übernimmt. Am 21. Dezember trug Minister Membrey einen Gesetzesentwurf vor, welcher die Stadt dazu ermächtigte, die Straßenbahngesellschaft Footscray Tramways Trust (FTT) zum Aufbau und Betrieb der Straßenbahn einzurichten. Als Baukosten für die Straßenbahn wurden 98,435 £ veranschlagt. 30 Meilen der Strecken sollten doppelgleisig und 5 Meilen eingleisig gebaut werden. Die Anlagen und das Rollmaterial sollte bevorzugt innerhalb der Commonwealth of Nations hergestellt werden. Das Gesetz wurde mit nur einer Gegenstimme verabschiedet. Gegen den Beschluss stimmte nur der Abgeordnete McLachlan, welcher in der Zukunft Probleme fürchtete, wenn der kommunalen Ebene zu viele Befugnisse eingeräumt werden. Denn für den Fall, dass eine zentrale Straßenbahngesellschaft in Melbourne eingerichtet wird, hätte die Stadt Anspruch auf eine Aufnahme und könnte in dieser Gesellschaft weiterhin in finanziellen Angelegenheiten mitbestimmen, falls dies durch die Politik gefordert würde.
Im Stadtrat kam es zu einer Großen Streitigkeit über die FTT. In der Sitzung am 23. Januar 1916 sollte der Auftrag des Gesetzes, eine Straßenbahngesellschaft, bestehend aus drei Ratsherren, zu gründen, bearbeitet werden. Zu einer Wahl kam es indes nicht, da einige Mitglieder des Rates nicht damit einverstanden waren, dass die Befugnisse zur Straßenbahn an nur drei Personen abgegeben werde. In erster Linie über die Finanzierung sollte noch durch die Vertreter im Stadtrat abgestimmt werden. Ratsherr McDonalds vermutete zudem, dass die Straßenbahngesellschaft durch die Einstellung weiterer Angestellter und Manager den Verlust der Straßenbahn bis hin zu 500 £ jährlich vergrößern könne. In der nächsten Sitzung am 27. Februar wurde schließlich über die Einführung der FTT abgestimmt. Durch die zweite Stimme des Bürgermeisters Pearce fiel die Abstimmung zu Gunsten der Einführung aus. Als Verantwortliche wurden neben diesem die Ratsherren Shillabeer und Johnson bestimmt. Den Vorsitz in der Gesellschaft nahm schließlich der Bürgermeister selbst an.

### Kontroverse um die Linienführungen
Aber weiterhin bestand auch die Kontroverse, welche Variante verwirklicht werden sollte. Die Strecke nach Essendon, welche im Februar 1916 auch die Unterstützung des dortigen Stadtrat erlangt hatte, wurde einzig durch die Stimme des Bürgermeisters von Footscray abgelehnt. Auf die junge Straßenbahngesellschaft FTT und den Stadtrat in Footscray kamen Probleme zu, da wegen der fehlenden Transparenz und Informationspolitik im Zusammenhang mit den Planungen Misstrauen in der Bevölkerung aufkam.
Zwei der offiziell geplanten Linien wurden besonders kritisiert: Die Streckenverläufe der Linien 3 und 5, welche in die südlichen Wohngebiete von Footscray führen sollten, standen in Yarraville in der Kritik, da sie fernab vom eigentlichen Zentrum der Gemeinde verlaufen geplant waren. Interessenvertreter fürchteten eine Verödung der Einkaufsstraßen und Abwanderung des Einzelhandels. Sie warfen dem Stadtrat vor, die Innenstadt Footscrays auf Kosten von Yarraville attraktiver anzubinden und forderten, die Linie 3 statt zur Williamstown Road durch das Ortszentrum zu führen und an der Francis Street an die Linie 5 anzuknüpfen. Sie vermuteten zudem, dass die Linien aufgrund langer Wege zu den Haltestellen von den meisten Bewohner kaum genutzt würden und daher nicht rentabel zu betreiben seien. Im April 1916 wurde die Lösung dieser Frage vom Stadtrat auf die Footscray Tramway Trust übertragen.
Durch die schlechte finanziellen Lage der North Melbourne Electric Tramways & Lighting Company, welche auf das kleine Netz der Gesellschaft zurückzuführen war, befürworteten immer mehr Stimmen in der Öffentlichkeit die Ausdehnung der Planungen auf eine Strecke nach Essendon. Die Begründung lag darin, dass die Prahran & Malvern Tramways Trust, welche in Melbournes östlichen Vororten Straßenbahnlinien betrieb, durch die Ausdehnung aus dem ursprünglichen Gemeindegebieten hinaus einen großen Gewinn erlangt hatte, was man auf das zukünftige Netz in Footscray übertragen wollte, um kein unrentables, kleines Stadtnetz aufzubauen. Die FTT konnte hiervon nicht überzeugt werden und hielt fest am Beschluss, keine Straßenbahnstrecke nach Essendon zu errichten. Die Befürworter der Strecke waren damit sehr unzufrieden, da sie befürchteten, dass dadurch überhaupt keine Straßenbahn gebaut werden würde.

### Idee einer Strecke nach Melbourne
Im Frühjahr begann man mit den Planungen der großen Hafenanlagen am nördlichen Flussufer des Yarra River, den Melbourne Docklands. Zur Erschließung des Gebietes beabsichtigte die Hafengesellschaft die Errichtung einer Straßenbahnlinie ins Stadtzentrum von Melbourne. Inspiriert von der Idee einer direkten Straßenbahnverbindung von Footscray in die Innenstadt stellte Ratsherr Harris im Stadtrat den Antrag, den Planungsbehörden in einer Anfrage die Verbindung ihrer Linie mit der Straßenbahn Footscray nahezulegen. Auch wenn die Verwirklichung seinerzeit als sehr unwahrscheinlich betrachtet wurde, nahm man den Vorschlag positiv auf. Aktuell steht die Verbindung wieder zur Diskussion.

### Auswirkungen des Ersten Weltkriegs
Der Erste Weltkrieg wartete mit einigen Schwierigkeiten für die Straßenbahn auf: Durch die Kriegshandlungen konnten keine Straßenbahnwagen aus Europa oder den Vereinigten Staaten importiert werden, und sämtliche Kapazitäten der australischen Produktionsstandorte für Schienenfahrzeuge waren bereits beansprucht. Da sich die Wirtschaftslage allgemein verschlechtert hatte, mussten für die aufzunehmenden Kredite 5 % Zinsen bezahlt werden, was einer finanziellen Mehrbelastung der Straßenbahngesellschaft von 500 £ entsprach – man ging ursprünglich von einem Zinssatz bei 1,5 % aus. Die Materialschlachten des Kriegs taten ihr Übriges, denn ein immer größerer Anteil an Produktionsgütern wurde zu militärischen Zwecken verwendet, was zu einer enormen Verteuerung führte. Die Straßenbahn wirkte dem entgegen, indem sie früh damit begonnen hatte, benötigte Materialien zu erwerben und dann bis zu Beginn der Arbeiten einzulagern. Allerdings war nun der Druck auf die Gesellschaft hoch, zunächst nur die rentabelsten Abschnitte zu errichten, da die Geldgeber kein größeres Risiko eingehen wollten.
Es stellte sich allerdings heraus, dass noch weitere Änderungen zur Finanzierung vorgenommen werden mussten. Zunächst nutzte die Gesellschaft ihre Befugnisse vollständig aus, indem ein Kredit von 100.000 £ aufgenommen wurde, ohne dafür eine Genehmigung des Stadtrats einholen zu müssen. Um jedoch die darüber hinaus entstehenden Mehrkosten begleichen zu können, wurden die vorgesehenen Fahrscheinpreise noch vor Beginn der Bauarbeiten angehoben: Statt des Festpreis von einem Penny für die Einzelfahrt auf dem gesamten Netz wurden nun Entfernungstarife für ein, zwei und drei Pence eingeplant, wobei Ermäßigungen für Kinder, Schüler und Arbeiter berücksichtigt wurden.

### Ausarbeitung der Pläne
Zur Überwachung der Bauarbeiten wurden zwei leitende Ingenieure eingestellt. Mitte November 1916 begannen sie mit den ersten Vermessungen im Streckenverlauf, denn es mussten notwendige Änderungen an den unterirdischen Leitungen festgestellt und detaillierte Pläne zum Einbau der Gleisanlagen erstellt werden. Durch einen Kredit mit einem Zinssatz von 5,5 % war die FTT nun zahlungsfähig und konnte mit den Ausschreibungen der Bauunternehmen beginnen. Erstaunlicherweise konnten die Materialpreise gegenüber den Prognosen gesenkt werden: Da sich eine Eisenbahngesellschaft in Northcote der Bestellung der Stahlschienen angeschlossen hatte, konnten die Transportkosten erheblich gesenkt werden. Dadurch ließen sich Ausgaben von insgesamt 3000 £ einsparen.
Bis zuletzt wurde jedoch nicht bekannt gegeben, welche Linien als erstes errichtet werden sollten. Einzig für die durchaus als wichtig erachtete Strecke zur Brücke an der Flemington Racecourse lag keine behördliche Genehmigung vor. Hier sollte später Anschluss an e zur Straßenbahn Essendon bestehen. Bei der Zuständigkeit verwies man allerdings auf die dortige Straßenbahngesellschaft. Diese lehnte eine solche Initiative allerdings kategorisch ab. Sie verwies darauf, dass die Linie keinen zusätzlichen Verkehrswert schaffen würde, da ohnehin nur Pendler umsteigen würden, die seinerzeit über North Melbourne in die Nachbargemeinde fuhren. Darüber hinaus verfügte die Straßenbahngesellschaft in Essendon ohnehin nicht über die notwendigen finanziellen Mittel zum Neubau von Straßenbahnstrecken. Daher kam es auch zu keinen Bemühungen seitens der FTT, einen Anschluss zu erreichen. Zumindest in der ersten Phase blieb der Betrieb in Footscray somit auf das eigene Stadtgebiet beschränkt.

### Kritik
Vor dem Beginn der Bauarbeiten meldeten sich noch einmal kritische Stimmen zu Wort, welche die Einrichtung der Straßenbahn, zumindest zum damaligen Zeitpunkt, zu verhindern versuchten. Vor allem die Höhe des aufgenommenen Kredites wurde bemängelt. Man fürchtete, dass ein unwirtschaftlicher Betrieb auf Kosten die Steuerzahler aufgenommen würde, wodurch die Abgaben in der ohnehin wirtschaftlich schwierigen Zeit noch weiter steigen würden. Den Wert für die Allgemeinheit sah man als eher gering an, da nur bestimmte Anwohner davon profitieren würden. So protestierte auch Ratsherr Walsh in einem Kommentar der Wochenzeitung Footscray Advertiser für eine Beteiligung der Bürger, statt die Beschlüsse der FTT zu überlassen:

“[…] Then wages, cost of power,
upkeep, depreciation, insurance, and other
expenses. For what ? That a few people
who live up West may derive some benefit
therefrom; but at what cost ? Howvever,
outside the merits of the trams altogether,
should not a referendum of the people have
been taken before this enormous sum was
borrowed […] ?”

„[…] Dazu kommen die Löhne, die Stromrechnungen, Wartung, Verschleiß, Versicherungen und andere Ausgaben. Wofür? Damit einige Leute im Westen dadurch Vorteile bekommen können; aber für welchen Preis? Jedoch, abgesehen der Vorzüge einer Straßenbahn, hätte nicht das Referendum ergriffen werden müssen, bevor diese immensen Summen geliehen wurden […] ?“

### Verzögerungen bei der Lieferung der Gleise
Weiterhin konnte die FTT allerdings keine Lieferung von Straßenbahngleisen durch einen europäischen Hersteller aushandeln. Da von den Lieferungsengpässen des Ersten Weltkriegs aber auch weitere Betriebe betroffen waren, begann die australische Broken Hill Steel Corporation als Reaktion auf die hohe Nachfrage mit dem Aufbau einer inländischen Fertigung. Man zog es nun auch in Footscray in Betracht, ein Angebot dieses Herstellers anzunehmen.
Am 2. Mai 1917 wurde schließlich die Lieferung von 1200 Tonnen Gleisen zum Preis von 15 £/Tonne vertraglich vereinbart. Als Basis für die Herstellung wurden eingelagerte Gleise verwendet, deren Profil unterhalb dem einer Vollbahn liegt und die somit für eine Straßenbahn geeigneter sind. Um diese Vignolschienen einsetzen zu können, mussten sie zunächst zu Rillenschienen umgerüstet werden, die im Straßenraum verlegt werden können: Dazu wurden mit Bolzen an der Schienenbasis seitlich gusseiserne Platten angebracht; zwischen dieser Außenkante und dem Schienenkopf konnte dadurch die notwendige Rille für die Spurkränze freigehalten werden. Die Lieferung sollte über einen Zeitraum von drei Monaten erfolgen.

### Bauphase
Die eigentliche Errichtung der Strecken wurde in drei Baulose aufgeteilt: Das erste Baulos in der Buckley Street, Victoria Street, Charles Street, Gamon Street und in der Barkly Street zwischen Nicholson Street und Russell Street wurde an die Baufirma Messrs Lock & Raynor Contractors vergeben, das zweite Baulos in der Droop Street und der Ballarat Road an die Messrs Fisher & Moran Contractors und das dritte Baulos in der Hopkins Street, Leeds Street, Irvin Street, Nicholson Street und Buckley Street bis zum Straßenbahndepot an die Albion Contracting Company.
Die FTT wurde in der nächsten Zeit von den Medien für ihr Beharren auf die Errichtung eines lokalen Straßenbahnnetzes attackiert. In der Kritik stand auch das Fällen zahlreicher Bäume für die Befestigung der Oberleitung. Am 3. März 1918 wurde die Vorhersage getroffen, die FTT werde niemals die Straßenbahn Footscray betreiben, da vor Inbetriebnahme eine zentrale Straßenbahngesellschaft für den gesamten Großraum Melbourne eingerichtet werde. Dies gab der Hoffnung auf den Anschluss an das Straßenbahnnetz in Melbourne oder Essendon Auftrieb, wobei sich die Vorhersage zum damaligen Zeitpunkt als eher unwahrscheinlich herausstellte. Am 30. Juli 1918 begann der Bau der Straßenbahn, obwohl noch keine offizielle Baugenehmigung vorlag. Daher wurden beim Governor-in-Council die fünf Strecken zur Genehmigung eingereicht.
Da die FTT in finanziellen Schwierigkeiten steckte, wurden Sparpläne ausgearbeitet. In der Folge wurden sieben unfertige Wagen von einer anderen Straßenbahngesellschaft aufgekauft und fertiggestellt, um anschließend im Hawthorn Depot auf die Inbetriebnahme zu warten. Durch den Geldmangel wurden auch die vierte und fünfte Linie aus der Planungen verworfen und die erste Linie bis zur Russell Street verkürzt. Auch zu diesem Zeitpunkt holte die kriegsbedingte Materialknappheit die Straßenbahn Footscray wieder ein, da im Kraftwerk Newport Powerhouse keine zusätzlichen Generatoren für den elektrischen Straßenbahnbetrieb zur Verfügung standen. Als die Befürworter der Verbindung zur Straßenbahn Essendon die Ratsmehrheit erlangten, eröffnete sich die letzte Chance, bei der FTT einen Kurswechsel vom Modell der lokalen Straßenbahn zu bewirken. Ein Gerichtsverfahren gegen die Unternehmen Messrs Lock & Raynor Contractors, weil diese ohne die Genehmigung des Rates das Pflaster mehrerer Straßen geöffnet hatten, wurde bereits nach geraumer Zeit durch den Rat zurückgezogen.
| Linie | Linienweg |
| ----- | --- |
| 1     | Footscray, Bahnhof – Irving Street – Hopkins Street – Barkly Street – West Footscray, Russell Street                                                                        |
| 2     | Footscray, Bahnhof – Irving Street – Hopkins Street – Droop Street – Ballarat Road – Maidstone, Rosamond Road                                                               |
| 3     | Footscray, Bahnhof – Irving Street – Nicholson Street – Buckley Street – Victoria Street – Charles Street – Gamon Street – Sommerville Road – Kingsville, Williamstown Road |

### Inbetriebnahme und weitere Entwicklung
Zum Betrieb durch die FTT kam es tatsächlich niemals, da bereits 1919 die Melbourne and Metropolitan Tramways Board gegründet worden war, die mit dem Betrieb des Straßenbahnverkehrs im gesamten Großraum Melbournes beauftragt wurde. Am 9. Februar 1920 fand die Übertragung der noch nicht eröffneten Straßenbahn an die neue Gesellschaft statt. Als am 6. September 1921 die Straßenbahn Footscray ihren Betrieb aufnahm, kamen zehn Jahre alte A-Class-Straßenbahnwagen von anderen Strecken in den Einsatz (nicht zu verwechseln mit den nach dem Zweiten Weltkrieg hergestellten A-Class-Wagen). Die Fahrzeuge der FTT wurden niemals in Betrieb genommen. Bei dem eingesetzten Rollmaterial handelte es sich um Straßenbahnwagen für den Zwei-Mann-Betrieb. Für die Fahrzeuge war auch eine Gummibereifung vorhanden, die bei Betriebsfahrten im Straßenbahndepot abseits der Gleise benötigt wurden. Bald kamen auch X-class-Straßenbahnwagen zum Einsatz, die im Ein-Mann-Betrieb eingesetzt wurden.
Doch durch den Übergang an die zentrale Straßenbahngesellschaft wurden keine Hoffnungen erfüllt. Vielmehr wurden alle gewünschten Investitionen zurückgesetzt, da sich die Gesellschaft auf die Verbesserung des Straßenbahnnetzes im Osten Melbournes konzentrierte. Das Ergebnis dieser Umstände war ein lokales Straßenbahnnetz, das nie eine direkte Verbindung ins Stadtzentrum Melbournes erhielt. Lediglich die lang erhoffte Verbindung an die Straßenbahn Essendon an der Moonee Ponds Junction wurde zwischen 1941 und 1954 realisiert, wodurch die heutige Linie 82 entstand. Da jedoch keine direkte Verbindung ins Zentrum der Nachbarstadt durch die FTT verwirklicht worden war, war der Verkehrswert der übrigen lokalen Straßenbahnlinien in Footscray so gering, dass sie am 10. März 1962 eingestellt und durch Buslinien ersetzt wurden.

## Strecke
| \| \| \| Linie 59 nach Airport West \| \| \| \| Moonee Ponds Junction (Linie 59) \| \| \| \| Linie 59 zur Flinders Street Station \| \| \| \| Verbindungsgleis \| \| \| \| Moonee Ponds Junction (Linie 82) \| \| \| \| Ascot Vale Road \| \| \| \| Maribyrnong Road \| \| \| \| Ascot Vale \| \| \| \| Linie 57 zur Flinders Street Station \| \| \| \| Maribyrnong Road \| \| \| \| Raleigh Road \| \| \| \| Cordite Avenue \| \| \| \| Linie 57 nach West Maribyrnong \| \| \| \| Wests Road \| \| \| \| Williamsen Road \| \| \| \| Rosamond Road \| \| \| \| River Street \| \| \| \| Gordon Street \| \| \| \| Ballarat Road \| \| \| \| Droop Street \| \| \| \| Hoskins Street \| \| \| \| Footscray \| |  |                                      |                                      |
| U-Bahn-Strecke |  | Linie 59 nach Airport West           | Linie 59 nach Airport West           |
| U-Bahn-Bahnhof |  | Moonee Ponds Junction (Linie 59)     | Moonee Ponds Junction (Linie 59)     |
| U-Bahn-Abzweig geradeaus und nach links |  | Linie 59 zur Flinders Street Station | Linie 59 zur Flinders Street Station |
| U-Bahn-Strecke |  | Verbindungsgleis                     | Verbindungsgleis                     |
| U-Bahn-Bahnhof |  | Moonee Ponds Junction (Linie 82)     | Moonee Ponds Junction (Linie 82)     |
| U-Bahn-Strecke |  | Ascot Vale Road                      | Ascot Vale Road                      |
| U-Bahn-Strecke |  | Maribyrnong Road                     | Maribyrnong Road                     |
| U-Bahn-Haltepunkt / Haltestelle |  | Ascot Vale                           | Ascot Vale                           |
| U-Bahn-Abzweig geradeaus und von links |  | Linie 57 zur Flinders Street Station | Linie 57 zur Flinders Street Station |
| U-Bahn-Strecke |  | Maribyrnong Road                     | Maribyrnong Road                     |
| U-Bahn-Strecke |  | Raleigh Road                         | Raleigh Road                         |
| U-Bahn-Bahnhof |  | Cordite Avenue                       | Cordite Avenue                       |
| U-Bahn-Abzweig geradeaus und nach rechts |  | Linie 57 nach West Maribyrnong       | Linie 57 nach West Maribyrnong       |
| U-Bahn-Strecke |  | Wests Road                           | Wests Road                           |
| U-Bahn-Strecke |  | Williamsen Road                      | Williamsen Road                      |
| U-Bahn-Strecke |  | Rosamond Road                        | Rosamond Road                        |
| U-Bahn-Strecke |  | River Street                         | River Street                         |
| U-Bahn-Strecke |  | Gordon Street                        | Gordon Street                        |
| U-Bahn-Strecke |  | Ballarat Road                        | Ballarat Road                        |
| U-Bahn-Strecke |  | Droop Street                         | Droop Street                         |
| U-Bahn-Strecke |  | Hoskins Street                       | Hoskins Street                       |
| U-Bahn-Kopfbahnhof Streckenende |  | Footscray                            | Footscray                            |

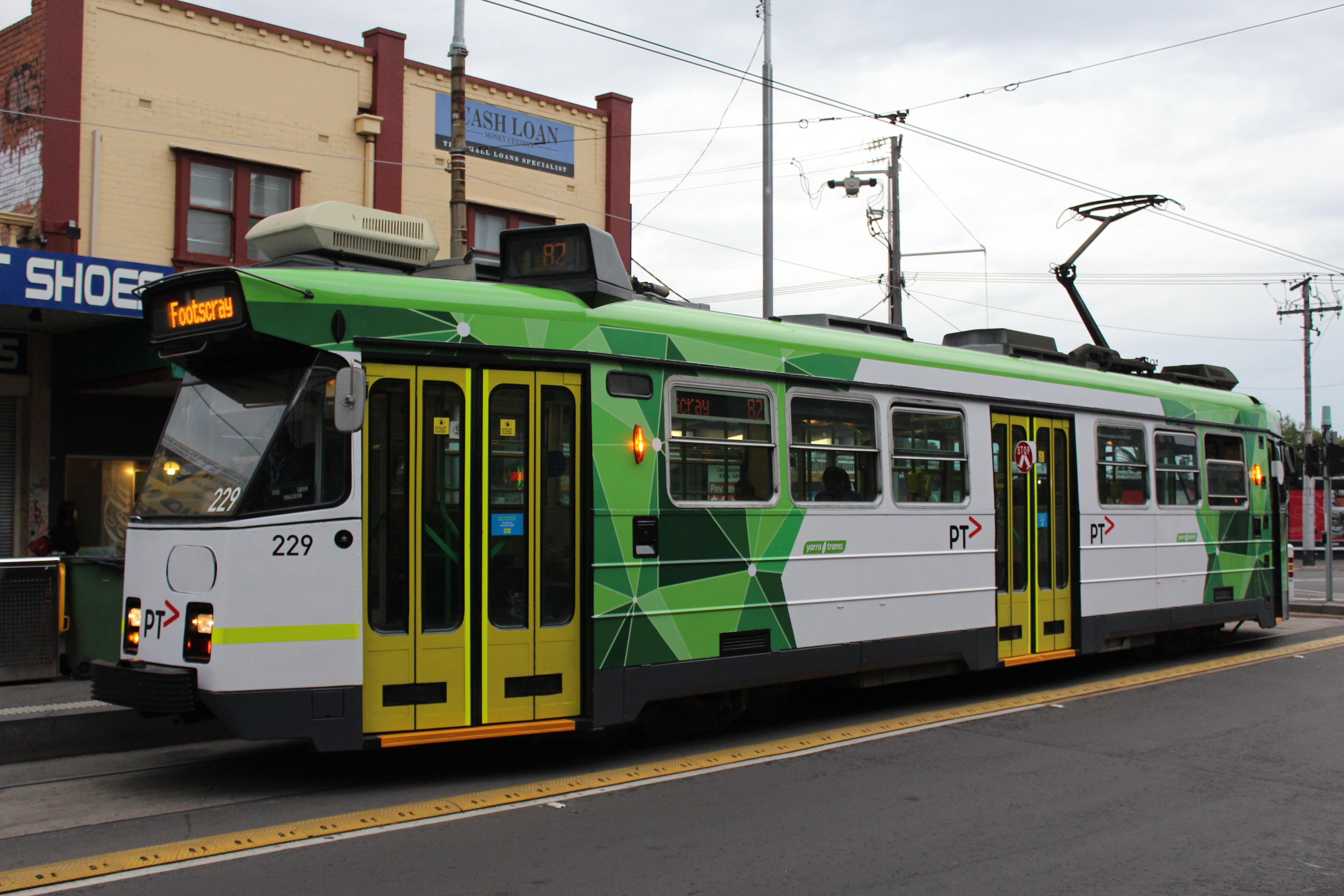
Triebwagen an der Endstation in Footscray

Die heutige Straßenbahnlinie 82 beginnt an der Moonee Ponds Junction, einem wichtigen Umsteigepunkt nordwestlich der Innenstadt von Melbourne. Neben einer Haltestelle Straßenbahnlinie 59 befindet sich an der zentralen Straßenkreuzung des gleichnamigen Vororts ein Busbahnhof, der von verschiedenen Busgesellschaften angefahren wird. Die Haltestelle der Linie 82 besteht aus einem einzelnen Gleis mit Seitenbahnsteig; es ist über die Kreuzung mit der anderen Haltestelle verbunden. Die Ausläufe aus dem Straßenbahndepot Essendon führen über dieses Verbindungsgleis auf das nördliche Richtungsgleis; erst jenseits der Bahnsteige der Linie 59 werden die Straßenbahnwagen auf die südliche Fahrtrichtung übergeleitet. Daher wenden die Straßenbahnwagen nach Footscray direkt am Bahnsteig. Mittlerweile wurde jedoch mit dem Umbau der Station begonnen, wodurch diese Situation verändert wird (siehe Abschnitt Ausbauprojekte).
Unmittelbar südlich beginnt die charakteristische zweigleisige Strecke, die straßenbündig in Mittellage der Ascoe Vale Road verläuft. Der Individualverkehr kann auch über die Gleise fahren, was vor allem Abschnitte betrifft, in denen am Straßenrand parkende Autos umfahren werden müssen. Auf Höhe der Gladstone Street geht die dichte Blockbebauung in ein Wohngebiet über. Die nächste Haltestelle ist Chaucer Street, die wie so viele mitten im Straßenraum ohne Haltestellenkap liegt und nur durch ein Schild und Bodenmarkierungen gekennzeichnet ist. Die Fahrgäste müssen hierbei den Parkstreifen am Straßenrand überqueren, um in die Straßenbahnwagen zu gelangen. Am nächsten Halt Ascot Vale Road knickt die Strecke in den Maribyrnong Road ein. Nach den Haltestellen Moore Street und Bayview Terrace und der Überquerung der Eisenbahnstrecke nach Essendon erreicht die Linie am Union Road die Haupteinkaufsstraße des Vororts Ascot Vale. Aus Richtung Melbourne her führen die Gleise der Straßenbahnlinie 57 auf die Maribyrnong Road. Allerdings fehlt eine Gleisverbindung für Fahrten von der Moonee Ponds Junction in die Innenstadt. Die Fahrzeuge in Richtung Footscray halten an einer eigenen Haltestelle vor der Kreuzung, in die Gegenrichtung wird an derselben Stelle gehalten wie die Linie 57.
Im weiteren Verlauf teilen sich beide Linien die Strecke. Die Haltestellen Hotham Street Ferguson Street und Bowen Street liegen in Wohngebieten. An der Haltestelle Epsom Road trifft die Strecke auf eine wichtige Hauptstraße in Nord-Süd-Richtung, wo sich auch Einzelhandel und Dienstleistungen niedergelassen haben. Danach befindet sich ein Halt am Maribyrnong Park. Nach der Überquerung des Maribyrnong River auf einer vierspurigen Brücke führt die Strecke auf das Stadtgebiet von Maribyrnong. Im weiteren Streckenverlauf liegen die Haltestellen Clyde Street, Van Ness Avenue, Barb Street Warbs Road, Randall Street und Rosamond Road. Von letzterer ist das Highpoint Shopping Centre zu erreichen. Nun wird die Strecke auf einen besonderen Bahnkörper in nördlicher Seitenlage (englisch Light Rail Reserve) verschwenkt. Auf diesem führt sie weiter bis zum Raleigh Road Wests Road. Diese Haltestelle verfügt lediglich über einen Bahnsteige am südlichen Gleis; das anliegende Grundstück ist mit einem dicht an den Gleisen verlaufenden Zaun abgegrenzt, sodass Fahrgäste über ein Richtungsgleis in die Fahrzeuge zusteigen müssen. Hinter dem Halt zweigt eine Stichstrecke zur Endstation der Linie 57 ab.
Die Linie 82 verläuft parallel zur Wests Road in südliche Richtung auf unabhängigem Bahnkörper, an welchem sich die Haltestelle Waterford Avenue befindet. Die Strecke knickt ab auf die Williamson Road, dort befindet sich teils in der Kurve, teils im Straßenraum der nächste Halt Wests Road Williamson Road. Dann setzt die Strecke ihren Verlauf nach Süden als besonderer Bahnkörper in Randlage der Rosamond Road fort. Direkt nach Verlassen des Straßenraums befindet sich die Haltestelle Highpoint Shopping Center. Wie auch die folgenden Stationen auf dem Streckenabschnitt ist sie barrierefrei ausgebaut. Die Bahnsteige sind auf die Bodenhöhe der Niederflurfahrzeuge angehoben und verfügen über Rampen, Wartehäuschen und Anzeigen des Fahrgastinformationssystems. Da die Straßenbahnwagen derzeit vollständig hochflurig ausgelegt sind, entfällt der Vorteil der Barrierefreiheit jedoch momentan noch. An der nächsten Haltestelle Rosamond Road führt die Strecke nach Osten in Seitenlage der River Street. Es folgen die Haltestelle Maribyrnong Secondary College und Gordon Street. Danach schwenkt die Strecke wieder in den Straßenraum ein. Über die Gordon Street setzt sie ihren Weg nach Footscray straßenbündig fort. Ebenso liegen auch die Halte Lyric Street, Edgewater Boulevard, Titch Street und Ballarat Road wieder mitten im Straßenraum.
Erst hinter letzterer führt die Linie in den Streckenverlauf der ursprünglichen Straßenbahn Footscray ein. Die ehemalige Linie führte weiter ins westlich gelegene Maidstone, bis die Verbindung an die Straßenbahn Melbourne in Maribyrnong errichtet wurde. Am Halt Droop Street führt die Strecke in den gleichnamigen Straßenzug, der sie bis ins Zentrum von Footscray führt. An der Straße liegen die Haltestellen Tiernan Street, Geelong Road und Nicholson Road. Im Stadtzentrum angekommen liegt der Halt Hopkins Street in der gleichnamigen Straße. Die letzten Meter Strecke verlaufen durch die Leeds Street, um sich zu einem Kehrgleis zu vereinen und stumpf an der Endstelle Footscray Station Irving Street zu enden. Diese Station ist barrierefrei ausgebaut. Auf der anderen Straßenseite der Irving Street befindet sich der Bahnhof Footscray mit Anschluss an die Vorortzüge nach Melbourne.

## Ausbauprojekte

### Verlängerung in die Melbourne Docklands
Die Australische Grünen-Partei haben Erweiterungspläne für die Straßenbahn vorgestellt, unter denen auch ein Anschluss der Linie 82 an die Straßenbahnlinien zur Waterfront City in den Melbourne Docklands zählt. Dazu soll eine 4,6 Kilometer lange Stadtbahntrasse entlang des Footscray Road errichtet werden, welche sowohl den nördlichen Rand der Docklands als auch die Wohngebiete östlich des Bahnhofs Footscray erschließe würde. Ansonsten führt die Strecke entlang der Industriegebiete und Containerterminals des Hafens von Melbourne, wodurch die Strecke allerdings hauptsächlich zur Durchbindung der Straßenbahn aus Footscray in die Innenstadt, den Central Business District der Millionenstadt dient. Als Investitionen werden Baukosten von 80–100 Millionen $ einkalkuliert. Zielsetzung ist, die Straßenverbindung zu entlasten, indem man Pendler dazu bewegt, auf eine dicht getaktete Straßenbahnverbindung umzusteigen. So soll der Verkehrsfluss entlang der Trasse um 1800 PKW pro Stunde verringert werden. Dies würde auch zum Ziel der Partei, den CO2-Ausstoß zu verringern, führen. Als Nebeneffekt erhofft man einen Aufschwung in der lokalen Wirtschaft und dem Einzelhandel, wodurch auch neue Arbeitsplätze entstehen sollen. Andere Parteien hingegen halten die Straßenbahn jedoch für ein ungünstiges Verkehrsmittel auf der langen Strecke.

### Umgestaltung der Endstation Moonee Ponds Junction

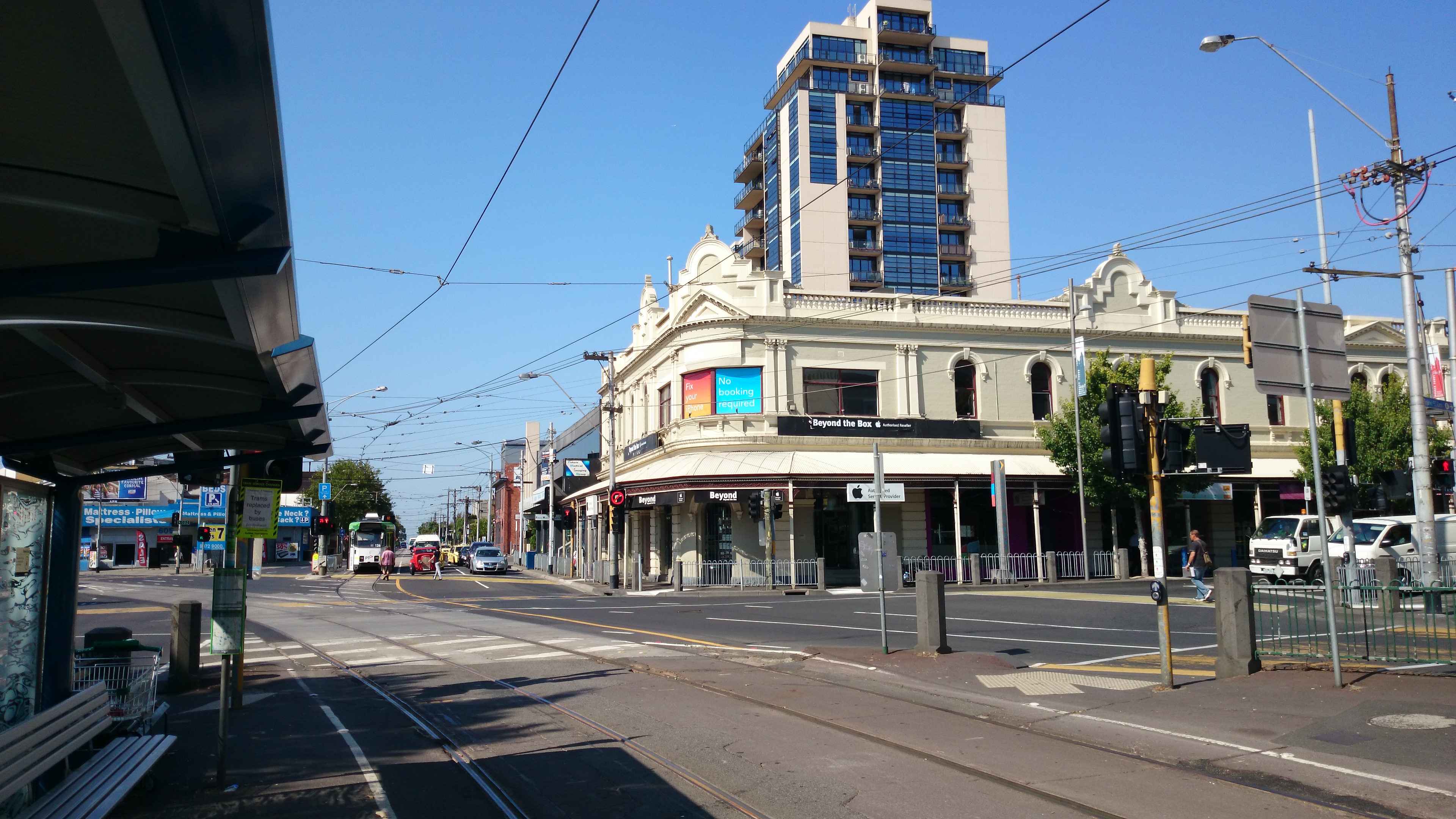
Die Fahrten der Linie 82 (im Hintergrund) sollen am zu erneuernden Bahnsteig der Linie 59 enden.

Im Juni 2015 begann die Betreibergesellschaft Yarra Trams Planungen zum Umbau der Endhaltestelle Moonee Ponds Junction. Die größte Veränderung betrafen hierbei die Straßenbahnen aus Footscray, die ab sofort die Kreuzung überqueren und am Bahnsteig der Linie 59 halten. Daher wurde der zuvor verwendete Bahnsteig auf der anderen Seite der Kreuzung aufgelassen. Als Wendemöglichkeit wurde ein einzelnes Kehrgleis auf der westlichen Straßenseite der Pascoe Vale Road eingerichtet. Gleichzeitig mit dem behindertengerechten Ausbau der Haltestelle wurden auch die etwa 50 Jahre alten Gleise ersetzt. Am neuen Bahnsteig ist ein schnelles und sicheres Umsteigen zu den Buslinien möglich, wodurch die Haltestelle als Umsteigepunkt aufgewertet wurde. Die Haltestelle ist nun außerdem mit einem Fahrgastinformationssystem ausgerüstet.

### Bau des Depots Maidstone und Umstellung auf Niederflurfahrzeuge
Seit 2023 befindet sich in der Nähe der Strecke das Depot Maidstone im Bau, welches 2025 fertiggestellt und über eine kurze Betriebsstrecke, welche an der Haltestelle Williamson Road abzweigt, an das Streckennetz angebunden werden soll. Das Depot, welches die Straßenbahnen von Typ G-Class beheimaten wird, die ab 2025 eingesetzt werden sollen, wird nach der Fertigstellung die Zuständigkeit für die Linie 82 und auch für die Linien 57 und 59, die allesamt derzeit vom Depot Essendon aus bedient werden, übernehmen. Nach der Übertragung der Zuständigkeit sollen die Linien, die derzeit von Hochflurwagen der Z3-Class bedient werden, auf Niederflurwagen vom Typ G-Class umgestellt werden.